# Пашкани
Пашкани (рум. Paşcani) град је у у источном делу Румуније, у историјској покрајини Молдавија. Пашчани је други по важности град у округу Јаши.
Пашчани према последњем попису из 2002. године има 43.380 становника.

## Географија
Град Пашкани налази се у средишњем делу Румунске Молдавије. Град је смештен на реци Сирет. Од седишта округа, града Јашија, Пашчани је удаљен око 60 km.

## Становништво
У односу на попис из 2002, број становника на попису из 2011. се смањио.
| 1966.  | 1977.  | 1992.  | 2002.  | 2011.  |
| ------ | ------ | ------ | ------ | ------ |
| 18.689 | 24.459 | 44.900 | 42.172 | 33.745 |

Румуни чине већину градског становништва, а од мањина присутни су само Роми. Пре Другог светског рата Јевреји су чинили значајан део градског становништва.
По попису из 2002. године састав становништва је био следећи:
- Румуни: 41.535 (98,75%)
- Роми: 439 (1,04%)
- Остали: 0,30%